# Piętno (film 2003)
Piętno (ang. The Human Stain) – amerykańsko-niemiecki dramat psychologiczny z 2003 roku w reżyserii Roberta Bentona. Ekranizacja wyróżnionej Nagrodą Pulitzera powieści Ludzka skaza autorstwa Philipa Rotha. Zdjęcia kręcono w Montrealu oraz Williamstown w stanie Massachusetts.
Film opowiada historię profesora jednej z australijskich uczelni, który zostaje niesłusznie oskarżony o rasizm.
Światowa premiera filmu miała miejsce 29 sierpnia 2003 roku w ramach pokazów pozakonkursowych na 60. MFF w Wenecji. Na ekrany polskich kin obraz wszedł 6 lutego 2004 roku.

## Opis fabuły
Szanowany profesor, dziekan college'u, Coleman Silk (Anthony Hopkins) posiada bardzo udane życie osobiste i zawodowe, do czasu kiedy zostaje fałszywie oskarżony o rasizm, co rujnuje mu karierę. Wkrótce na zator serca umiera mu żona. Jego życie zostaje wywrócone do góry nogami. Sytuacja zmienia się, gdy profesor wplątuje się w skandalizujący romans z dużo młodszą kobietą – Faunią Farley (Nicole Kidman). Starszy mężczyzna odżywa, jego życie ponownie nabiera sensu. Jednak sprawy się komplikują gdyż oboje posiadają mroczne tajemnice. Silk jednak postanawia wyjawić od dawna skrywany sekret. Przez całe życie uchodził za Żyda, a tak naprawdę z pochodzenia jest Afro-Amerykaninem.

## Obsada
- Anthony Hopkins – Coleman Silk
- Wentworth Miller – młody Coleman Silk
- Nicole Kidman – Faunia Farley
- Ed Harris – Lester Farley
- Gary Sinise – Nathan Zuckerman
- Ron Canada – Herb Kebble
- Anne Dudek – Lisa Silk
- John Finn – Louie Borero
- Kerry Washington – Ellie
- Jacinda Barrett – Steena Paulsson
- Charles Gray – Minister